# Шеппертон (киностудия)
Шепертон (англ. Shepperton Studios) — британская киностудия, расположенная в Шеппертоне, Англия, история которой начинается в 1931 году. В настоящее время он входит в группу Pinewood Studios. При открытии она называлась Sound City.

## История

### 1930—1960-е годы
Студия «Шеппертон» была построена на территории Литтлтон-парка, который был построен в 17 веке местным дворянином Томасом Вудом. Старый особняк все ещё стоит на этом месте.
Шотландский бизнесмен Норман Лаудон приобрел Литтлтон-парк в 1931 году для своей новой кинокомпанией Sound Film Producing & Recording Studios; объект был открыт в 1932 году. Студии, выпускавшие как короткометражные, так и художественные фильмы, быстро расширялись. Близость к авиационному заводу Vickers-Armstrongs в Брукленде, который привлекал немецкие бомбардировки, так и реквизиция студий в 1941 году правительством, помешала съемкам во время Второй мировой войны, которое сначала использовало его для хранения сахара, а затем для создания самолётов-приманок и боеприпасов для размещения на Ближнем Востоке. Министерство авиастроения также взяло на себя часть студий по производству компонентов бомбардировщика «Виккерс Веллингтон» в начале войны.
После повторного открытия в 1945 году студия перешла к новому владельцу. Когда сэр Александр Корда приобрел British Lion Films, он также приобрел контрольный пакет акций Sound City и Shepperton Studios. Среди фильмов, в которых он принимал участие в этот период, были «Поверженный идол» (1948) и «Третий человек» (1949) и были названы лучшим британскими фильмами в жанре нуар.
Несмотря на такие успехи, «Британский лев» столкнулся с финансовыми трудностями в 1950-х годах, когда он не смог погасить кредит 1949 года от National Film Finance Corporation и 1 июля 1954 года был перешел к процедуре внешнего управления. В январе 1955 года была создана новая компания, British Lion Films Ltd, Рой и Джон Боултинг возглавили студию Shepperton Studios. Их комедии, такие как «Я в порядке, Джек» (1959), были сняты там, как и драмы других кинематографистов, таких как «Пушки острова Наварон» Джей Ли Томпсона (1961). Другие проекты студии того же десятилетия включают «Доктор Стрейнджлав, или Как я перестал бояться и полюбил бомбу» Стэнли Кубрика (1964) и мюзикл «Оливер!» (1968), которая получила премию «Оскар» за лучшую картину.

### 1970-х по настоящее время
Несмотря на финансовые взлеты и падения British Lion и смену владельцев, студия оставалась активной до начала 1970-х годов. В 1969 году студия выпустила 27 фильмов; к 1971 году вышло всего семь фильмов. Производство на протяжении 1970-х годов было нестабильным, достигнув минимума, к 1979 году с двумя выпущенными фильмами. Среди проблем, с которыми столкнулась студия «Шеппертон» в это время, было желание нового директора «Британского льва» Джона Бентли продать землю под жилье, поскольку перепланировка земли почти удвоила бы её стоимость. Был предложен компромисс, и в 1973 году площадь студий была сокращена с 60 акров (24 га) до 20 акров (8,1 га).
Студия упоминается в фильмах 1970-х годов таких как, «Заводной апельсин» Кубрика, Армия отца Джимми Перри и Дэвида Крофта, «Молодой Уинстон» Ричарда Аттенборо (1972) и «День шакала» Фреда Циннемана (1973). Также примерно в это же время рок-группа Led Zeppelin сняла несколько сцен в Шеппертоне, которые были использованы в их живом концертном фильме «Песня остаётся всё такой же», эти сцены были использованы для заполнения пробелов в частях концерта в Мэдисон-сквер-Гарден с 1973 года.
В 1975 году студия снова перешла в новую собственность и, несмотря на скудные производственные графики, служили местом съемок некоторых высокобюджетных постановок, в том числе «Омен» Ричарда Доннера (1976), «Мальчики из Бразилии» Франклина Шаффнера (1978), «Чужой» Ридли Скотта (1979), «Человек-слон» Дэвида Линча (1980), «Ганди» Аттенборо (1982) и «Поездка в Индию» Дэвида Лина (1984). Рок-группа The Who снимала сцены концертов в Шеппертоне специально для своего документального фильма «Детки в порядке» (1979). Это будет последнее живое выступление группы с барабанщиком Китом Муном, который умер позже в том же году. В 1984 году Студия Шеппертон была опять перекуплена, перейдя под контроль братьев Джона и Бенни Ли, которые переработали студию, но вскоре потеряли контроль в результате «Черного понедельника» 1987 года, забастовки Гильдии писателей Америки 1988 года и внутренних проблем в их компании Lee International. Банкиры Варбург Пинкус приобрели студию, и занялись съемками телевизионных шоу, включая сериал «Томас и его друзья», а также таких фильмов, как «Гамлет» Франко Дзеффирелли (1990), «Робин Гуд: принц воров» Кевина Рейнольдса (1991) и «Безумие короля Георга» Николаса Хитнера (1994). В 1995 году студии были приобретены консорциумом, возглавляемым Ридли и Тони Скоттом, что привело к большим изменениям студии, а также расширению и улучшению их территории.
В 2001 году Шеппертон была продана Pinewood Group, которая также владеет Pinewood Studios в Великобритании, а также Pinewood Studio Berlin в Германии, Pinewood Toronto Studios в Канаде, Pinewood Indomina Studios в Доминиканской Республике и Pinewood Iskandar Malaysia Studios в Малайзии.
В июле 2019 года Netflix объявила, что откроет офис в Шеппертоне.

### Локации
Киностудия Шеппертон имеет 15 сцен площадью от 3000 квадратных футов (280 м2) до 30 000 квадратных футов (2800 м2), пять из которых оборудованы внутренними резервуарами для воды и подводной съемки. Хотя студии часто называют домом независимого кино и телевизионного производства в Великобритании, они также служили производственной базой для таких высокобюджетных фильмов, как «Капитан Америка: Первый мститель».
Детский телесериал «Томас и его друзья» снимался на «Сцене Т» с 1986 по 2008 год, после чего первоначально использовавшиеся модели были заменены компьютерной анимацией.

## Фильмы

### 1940-е годы
- Поверженный идол (1948)
- Третий человек (1949)

### 1950-е годы
- The Holly and the Ivy (1952)
- An Inspector Calls (1954)
- Ричард III (1955)
- Король в Нью-Йорке (1957)
- The Passionate Stranger (1957)
- Внезапно, Прошлым Летом (1959)
- Left Right and Centre (1959)

### 1960-е годы
- Таинственный остров (1961)
- Лоуренс Аравийский (1962)
- Доктор Стрейнджлав (1964)
- Беккет (1964)
- Доктор Кто и Далеки (1965)
- The Bedford Incident (1965)
- Вторжение Далеков на Землю (1966)
- Georgy Girl (1966)
- Космическая одиссея 2001 года (1968)
- Оливер! (1968)

### 1970-е годы
- Скрудж (1970)
- Dad’s Army (1971)
- Молодой Уинстон (1972)
- Psychomania (1973)
- Омен (1976)
- Звездные войны (1977)
- Мальчики из Бразилии (1978)
- Супермен (1978)
- Чужой (1979)
- The Kids Are Alright (1979)
- Марсианские хроники (мини-сериал) (1979)

### 1980-е годы
- Человек-слон (фильм) (1980)
- Флэш Гордон (фильм) (1980)
- Сатурн 3 (1980)
- Бегущий по лезвию (1982)
- Ганди (1982)
- Поездка в Индию (1984)
- Томас и его друзья (1986)
- Из Африки (1985)
- Принцесса-невеста (1987)
- Гориллы в тумане (1988)
- Буксиры (1988)
- Генрих V (1989)

### 1990-е годы
- Гамлет (1990)
- Робин Гуд: принц воров (1991)
- Чаплин (1992)
- The Muppet Christmas Carol (1992)
- Четыре свадьбы и одни похороны (1994)
- Безумие короля Георга (1994)
- Судья Дредд (1995)
- Разум и чувства (1995)
- Остров сокровищ маппетов (1996)
- Ветер в ивах (1996)
- Эвита (1996)
- 101 далматинец (1996)
- Солдат Джейн (1997)
- Затерянные в космосе (1998)
- Влюбленный Шекспир (1998)
- Мумия (1999)
- Ноттинг-Хилл (1999)
- Сонная лощина (1999)

### 2000-е годы
- Билли Эллиот (2000)
- Шоколад (2000)
- Гладиатор (2000)
- Дневник Бриджит Джонс (2001)
- Госфорд-парк (2001)
- Пришельцы в Америке (2001)
- Шпионская игра (2001)
- Мумия возвращается (2001)
- Мой мальчик (2002)
- Играй как Бекхэм (2002)
- Грязные прелести (2002)
- Четыре пера (2002)
- Реальная любовь (2003)
- Жизнь Дэвида Гейла (2003)
- Александр (2004)
- Бриджит Джонс: Грани разумного (2004)
- В поисках Неверленда (2004)
- Гарри Поттер и узник Азкабана (2004)
- Троя (2004)

- Уимблдон (2004)

- Бэтмен начало (2005)
- Гарри Поттер и Кубок огня (2005)
- Миссис Хендерсон представляет (2005)
- Сахара (2005)
- Звездные войны: Эпизод III — Месть ситхов (2005)
- Код да Винчи (2006)
- Искупление (2007)
- Золотой век (2007)
- Золотой компас (2007)
- Судный день (2008)
- Хроники мутантов (2008)
- Шери (2009)
- Чернильное сердце (2009)
- Луна (2009)
- Девять (2009)
- Рок-волна (2009)
- Молодая Виктория (2009)

### 2010-е годы
- Центурион (2010)
- Битва титанов (2010)
- Железный человек 2 (2010)
- Моя ужасная няня 2 (2010)
- Робин Гуд (2010)
- Капитан Америка: Первый мститель (2011)
- Хранитель времени (2011)
- Шерлок Холмс: Игра теней (2011)
- Анна Каренина (2012)
- Джон Картер (2012)
- Форсаж 6 (2013)
- Гравитация (2013)
- Война миров Z (2013)
- Джек-покоритель великанов (2013)
- Тор: Царство тьмы (2013)
- Стражи Галактики (2014)

- Чем дальше в лес… (2014)
- Мстители: Эра Альтрона (2015)
- Виктор Франкенштейн (2015)
- Алиса в Зазеркалье (2016)
- Доктор Стрэндж (2016)
- Patient Zero (2016)
- Красавица и чудовище (2017)
- Живое (2017)
- Кристофер Робин (2018)
- Холмс и Ватсон (2018)
- Mamma Mia! 2 (2018)
- Мэри Поппинс возвращается (2018)
- Детектив Пикачу (2019)
- Форсаж: Хоббс и Шоу (2019)
- 1917 (2019)

### 2020-е годы
- Удивительное путешествие доктора Дулиттла (2020)
- Бессмертная гвардия (2020)
- Полуночное небо (2020)
- Круэлла (2021)